# Goya 1987
Die 1. Verleihung des Goya fand am 16. März 1987 im Teatro Lope de Vega in Madrid statt. Der spanische Filmpreis wurde im Beisein von König Juan Carlos und Königin Sofía in 15 Kategorien vergeben. Zusätzlich wurde ein Ehren-Goya verliehen. Als Gastgeber führte der Schauspieler Fernando Rey durch den Abend.

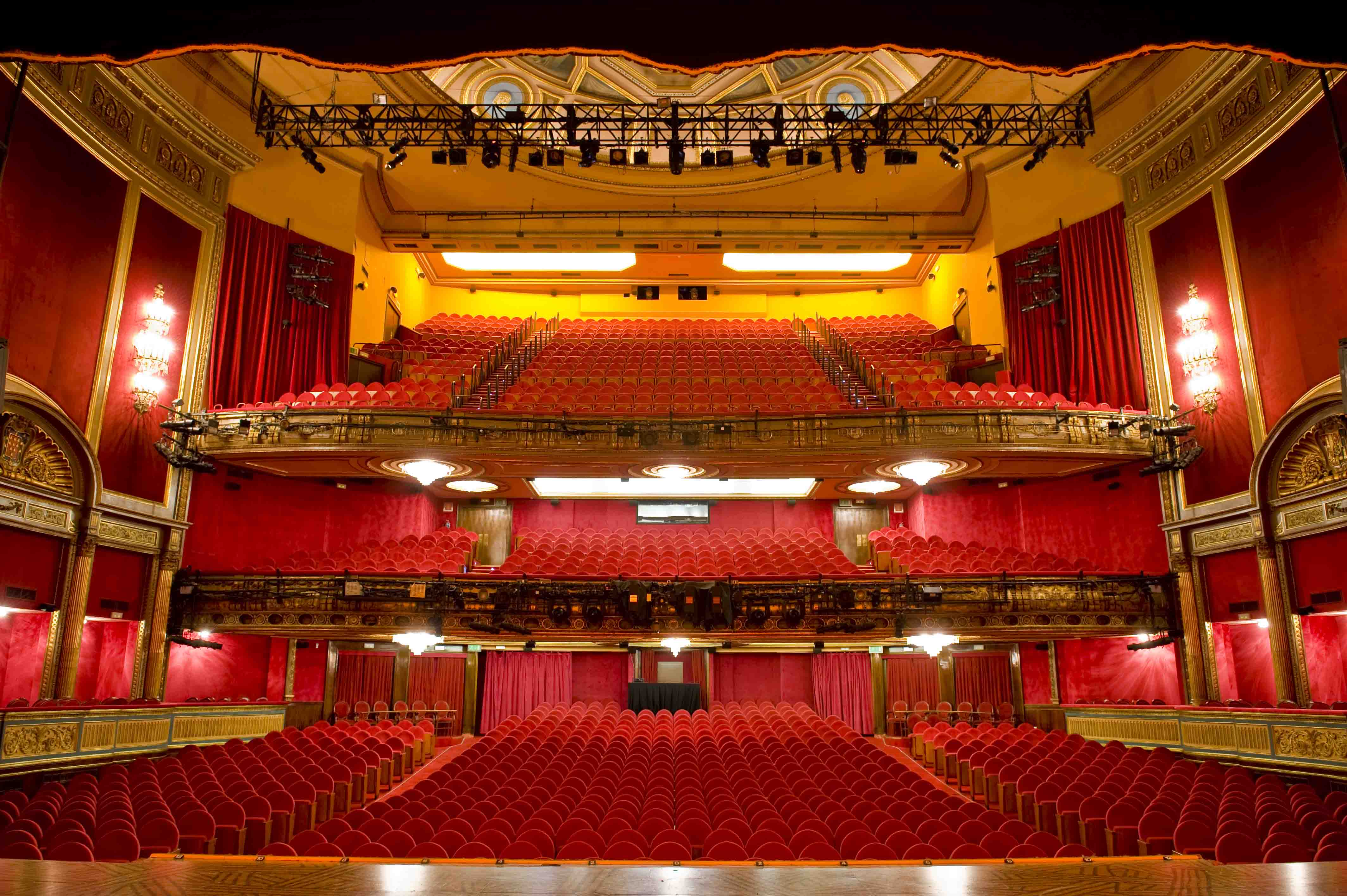
Das Teatro Lope de Vega, der Veranstaltungsort der Verleihung

## Gewinner und Nominierte
| Statistik (Filme mit mehr als einer Nominierung) N=Nominierung; A=Auszeichnung |   |   |
| Film                                                                           | N | A |
| El viaje a ninguna parte                                                       | 5 | 3 |
| Dragon Rapide                                                                  | 5 | 2 |
| Die Hälfte des Himmels                                                         | 5 | 1 |
| Werthers unglückliche Liebe                                                    | 4 | 1 |
| Das Jahr der Aufklärung                                                        | 3 | 1 |
| Mambrú se fue a la guerra                                                      | 3 | 1 |
| Liebeszauber                                                                   | 2 | 2 |
| Tata mía                                                                       | 2 | 1 |
| El hermano bastardo de Dios                                                    | 2 | 0 |

### Bester Film (Mejor película)
El viaje a ninguna parte – Regie: Fernando Fernán Gómez
- 27 Stunden (27 horas) – Regie: Montxo Armendáriz
- Die Hälfte des Himmels (La mitad del cielo) – Regie: Manuel Gutiérrez Aragón

### Beste Regie (Mejor dirección)
Fernando Fernán Gómez – El viaje a ninguna parte
- Emilio Martínez Lázaro – Lulú de noche
- Pilar Miró – Werthers unglückliche Liebe (Werther)

### Bester Hauptdarsteller (Mejor actor)
Fernando Fernán Gómez – Mambrú se fue a la guerra
- Jorge Sanz – Das Jahr der Aufklärung (El año de las luces)
- Juan Diego – Dragon Rapide

### Beste Hauptdarstellerin (Mejor actriz)
Amparo Rivelles – Hay que deshacer la casa
- Victoria Abril – Tiempo de silencio
- Ángela Molina – Die Hälfte des Himmels (La mitad del cielo)

### Bester Nebendarsteller (Mejor actor de reparto)
Miguel Rellán – Tata mía
- Antonio Banderas – Matador (Matador)
- Agustín González – Mambrú se fue a la guerra

### Beste Nebendarstellerin (Mejor actriz de reparto)
Verónica Forqué – Das Jahr der Aufklärung (El año de las luces)
- Chus Lampreave – Das Jahr der Aufklärung (El año de las luces)
- María Luisa Ponte – El hermano bastardo de Dios

### Bestes Drehbuch (Mejor guion)
Fernando Fernán Gómez – El viaje a ninguna parte
- Pedro Beltrán – Mambrú se fue a la guerra
- José Luis Borau – Tata mia

### Beste Kamera (Mejor fotografía)
Teodoro Escamilla – Liebeszauber (El amor brujo)
- José Luis Alcaine – Die Hälfte des Himmels (La mitad del cielo)
- Hans Burmann – Werthers unglückliche Liebe (Werther)

### Bester Schnitt (Mejor montaje)
Eduardo Biurrun – Banter – Eine geheimnisvolle Affäre (Banter)
- José Luis Matesanz – Werthers unglückliche Liebe (Werther)
- Pablo González del Amo – El viaje a ninguna parte

### Bestes Szenenbild (Mejor dirección artística)
Félix Murcia – Dragon Rapide
- Ramiro Gómez – Bandera negra
- Wolfgang Burmann – Romanza final (Gayarre)

### Beste Kostüme (Mejor diseño de vestuario)
Gerardo Vera – Liebeszauber (El amor brujo)
- Javier Artiñano – Dragon Rapide
- Gerardo Vera – Die Hälfte des Himmels (La mitad del cielo)

### Beste Maske (Mejor maquillaje y peluquería)
Fernando Florido – Dragon rapide
- José Antonio Sánchez – El viaje a ninguna parte

### Bester Ton (Mejor sonido)
Bernardo Menz und Enrique Molinero – Werthers unglückliche Liebe (Werther)
- Carlos Faruolo und Alfonso Pino – El hermano bastardo de Dios
- Alfonso Pino und José María Bloch – Luna de agosto

### Beste Filmmusik (Mejor música original)
Milladoiro – Die Hälfte des Himmels (La mitad del cielo)
- Xavier Montsalvatge – Dragon Rapide
- Emilio Arrieta – El disputado voto del Sr. Cayo

### Bester ausländischer Film in spanischer Sprache (Mejor película extranjera de habla hispana)
Der Film des Königs (La película del rey), Argentinien – Regie: Carlos Sorín
- Kleine Revolte (Pequeña revancha), Venezuela – Regie: Olegario Barrera
- Zeit zu sterben (Tiempo de morir), Kolumbien/Kuba – Regie: Jorge Alí Triana

## Ehrenpreis (Goya de honor)
- José Aguayo, spanischer Kameramann